# Монту
Монту (mnṯw) — стародавній бог міста Гермонта, в районі якого знаходилися й стали столицею Єгипту Фіви, які також почитали Монту, звідки походить його традиційний епітет — «володар Фів». У фіванському пантеоні періоду Нового царства Монту входив до складу тріади Амон-Мут-Монту і вважався сином Амона і богині Мут. Спочатку Монту належав до числа сонячних божеств і зображувався часто, подібно до Ра, з головою сокола; але при XIX династії отримав характер бога війни. У цьому образі він виступає в епосі Пентаура як покровитель войовничого царя Рамсеса II в битві при Кадеші. Дружина Монту — Рат-тауі, також як його дружина згадується Еніт.

## Монту в ієрогліфах
Монту(mnṯu)
|  |

|  |

|  |

|  |